# (5851) Inagawa
(5851) Inagawa es un asteroide perteneciente al cinturón de asteroides, región del sistema solar que se encuentra entre las órbitas de Marte y Júpiter, más concretamente a la familia de Eunomia, descubierto el 23 de febrero de 1991 por Shigeru Inoda y el también astrónomo Takeshi Urata desde el Karasuyama Observatory, Japón.

## Designación y nombre
Designado provisionalmente como 1991 DM1. Fue nombrado Inagawa en homenaje a la pintoresca ciudad de Inagawa ubicada en la Prefectura de Hyōgo. En el Observatorio Inagawa, en el monte Oyasan, hay un telescopio Cassegrain de 0,50 m que utilizan muchos ciudadanos locales.

## Características orbitales
Inagawa está situado a una distancia media del Sol de 2,599 ua, pudiendo alejarse hasta 3,054 ua y acercarse hasta 2,144 ua. Su excentricidad es 0,175 y la inclinación orbital 13,32 grados. Emplea 1530,62 días en completar una órbita alrededor del Sol.

## Características físicas
La magnitud absoluta de Inagawa es 12,4.